# Maria di Vicebsk
Maria di Vicebsk (1305 circa – prima del 1349) fu la prima moglie di Algirdas, futuro Granduca di Lituania (il matrimonio ebbe luogo intorno al 1318).

## Biografia
Si sa molto poco della sua vita. Di fede ortodossa e unica figlia di un principe russo di nome Jaroslav, Maria era l'unica erede del Principato di Vicebsk. Quando celebrò le nozze nel 1320 circa il titolo traslò in capo ad Algirdas, suo consorte. In tal modo, grazie a un efficace matrimonio, Vicebsk entrò definitivamente nell'orbita del Granducato di Lituania.

## Discendenza
Maria diede alla luce un numero di figli compreso tra sei e otto, tutti partoriti quando Algirdas era ancora solo un duca al comando di alcuni feudi situati nelle terre slave del Granducato di Lituania. Tutti i discendenti furono battezzati secondo il rito ortodosso e governarono alcuni principati o città, con alcuni di essi che furono i capostipiti di alcuni importanti famiglie nobili dell'Europa orientale (i Trubeckoj da Demetrio I Staršij, i Czartoryski da Costantino, i Sanguszko da Teodoro, i Belskij e gli Olelkovič da Vladimir). Dopo la morte di Maria, Algirdas sposò un'altra principessa russa, Uliana di Tver'. Quando Algirdas morì nel 1377, i figli maggiori di Maria e Uliana ingaggiarono lotte intestine per i diritti di successione. Di seguito un elenco dei discendenti fornito da Stephen Christopher Rowell, il quale ritiene che Maria diede alla luce otto figli, di cui cinque maschi e tre femmine. Secondo lo studioso Robert Frost, invece, la coppia ebbe sette figli, di cui cinque maschi e due femmine.
- Andrej (1325-1399) - duca di Pskov e Polack
- Demetrio (1327-1399) - duca di Brjansk
- Costantino di Czartorysk (1330-1390 circa) - principe di Czartorysk[nota 2]
- Vladimiro (?-1398) - principe di Kiev e di Sluck
- Teodoro di Ratno (?-1399) - principe di Ratne
- Teodora (?-1393) -  Svjatoslav di Karačev
- ♀ -  Ivan di Novosil'
- Agrafena (1354-?) -  Boris di Suzdal'

### Esplicative
1. ↑  L'elenco fornito dallo studioso Robert Frost, che fornisce anche qualche data divergente, indica nell'ordine:
  - Andrej (1325-1399) - duca di Pskov e Polack
  - Demetrio (1327-1399) - duca di Brjansk
  - Un figlio dal nome ignoto (?-1353);
  - Vladimir, duca di Kiev (1367 circa-1394);
  - Teodoro, duca di Ratno (?-1400);
  - Una figlia dal nome ignoto (1370 circa-?), sposò Ivan di Novosil';
  - Agrafena (1354 circa-?), sposò Boris di Suzdal': (EN) Robert I. Frost, The Oxford History of Poland-Lithuania, I: The Making of the Polish-Lithuanian Union, 1385-1569, Oxford University Press, 2018,  p. 23, ISBN 978-0-19-256814-4.
2. ↑  Secondo alcuni storici, Costantino era invece figlio di un fratello di Algirdas, Kaributas: (EN) Stanisław Suchodolski e Mateusz Bogucki, Money Circulation in Antiquity, the Middle Ages and Modern Times: Time, Range, Intensity, Avalon, 2007,  p. 200, ISBN 978-83-89-49943-1.

### Bibliografiche
1. ↑  (EN) Norman Davies, Vanished Kingdoms: The History of Half-Forgotten Europe, Penguin UK, 2011,  p. XXXV, ISBN 978-01-41-96048-7.
2. ↑  (EN) Aleksandra Semenovna Shatskikh, Vitebsk: The Life of Art, Yale University Press, 2007,  p. 2, ISBN 978-03-00-10108-9.
3. ↑  (LT) Zenonas Ivinskis, Lietuvos istorija iki Vytauto Didžiojo mirties, Roma, Lietuvių katalikų mokslo akademija, 1978,  p. 239.
4. ↑  (EN) Stephen Christopher Rowell, Lithuania Ascending, Cambridge University Press, 1994,  p. 84, ISBN 978-05-21-45011-9.
5. 1 2  (LT) Zenonas Ivinskis, Lietuvos istorija iki Vytauto Didžiojo mirties, Roma, Lietuvių katalikų mokslo akademija, 1978,  p. 259.
6. ↑  (EN) Stephen Christopher Rowell, Lithuania Ascending, Cambridge University Press, 2014,  p. XXX, ISBN 978-1-107-65876-9.